# Виклик (фільм, 2023)
«Виклик» (рос. Вызов) — фільм Клима Шипенко. Перший в історії повнометражний фільм, знятий у космосі.

## Сюжет
Космонавт Олег Богданов під час перебування корабля в польоті непритомніє. Лікарі вирішують, що необхідно буде провести операцію на серці прямо в умовах невагомості. До польоту готується кардіохірург Женя, яка не має часу на виховання дочки-підлітка.

## У ролях
- Юлія Пересільд
- Антон Шкаплеров
- Олег Новицький
- Володимир Машков

## Створення
На головну роль було подано близько 3 тисяч заявок, кількість яких скоротили до 20—30, після чого і зупинили вибір на кандидатурі актриси Юлії Пересільд.
Для підготовки до зйомок Клим Шипенко інтенсивно тренувався, скинувши 15 кілограмів ваги. У польоті він сам буде виконувати функції оператора, гримера і художника-постановника. Командиром корабля став досвідчений льотчик-космонавт Антон Шкаплеров, він вже тричі працював в космосі, а Шипенко і Пересільд отримали статус учасників космічного польоту. Дублюючий екіпаж — космонавт Олег Артем'єв, оператор Олексій Дудін і актриса Олена Мордовіна.
Розвиток проекту висвітлюється в рамках програми «Вечірній Ургант», члени якої переїхали на космодром за тиждень до запуску. З 12 вересня 2021 року на Першому каналі РФ виходить реаліті-проєкт «Виклик. Перші в космосі» — про особливості відбору та підготовки учасників проекту. Самі зйомки стартували 5 жовтня 2021 року о 11.55 за московським часом, у момент старту з космодрому Байконур до Міжнародної космічної станції корабля «Союз МС-19» з режисером і актрисою на борту. Планується, що матеріал, відзнятий у космосі, складе приблизно 35 хвилин підсумкового хронометражу фільму.
За словами Костянтина Ернста, мотивація творців фільму — підтвердити лідерство Росії в космічній сфері, повернути престиж професії космонавта в очах молодого покоління.
«Роскосмос» фактично вперше випробував роботу в ситуації, коли командир, маючи на борту двох «пасажирів», змушений пілотувати космічний корабель сам, без можливості отримати допомогу від бортінженера або космонавта-дослідника — вперше в історії багатомісних російських польотів. Корабель був дообладнаний: наприклад, деякі важливі датчики в кабіні звичайного «Союзу» просто не видно з місця командира, їхнє розташування розраховано на командну роботу. Крім того, накопичений у ході підготовки до польоту абсолютно унікальний досвід експрес-тренінгу непрофесійних космонавтів згодом напевно виявиться затребуваним у разі реальної необхідності екстреної відправки в космос учених, медиків чи інших «несподіваних» вузьких фахівців.
У результаті критики ідеї знімати фільм у космосі на шкоду програмі космічних польотів у 2021 році був звільнений останній космонавт у керівництві «Роскосмосу» — Сергій Крикальов. Однак пізніше, керівництво «Роскосмосу» переглянуло звільнення Крикальова, можливо, в результаті рішення «зверху».